# Mark Strudal
Mark Agner Boecking Strudal (* 29. April 1968 in Glostrup) ist ein ehemaliger dänischer Fußballspieler und heutiger -trainer, der im deutschsprachigen Raum unter anderem bei Borussia Dortmund sowie dem Schweizer Verein Grasshopper Club Zürich gespielt hat.

## Karriere

### Verein
Mark Strudal begann seine Karriere in der Jugend von Holbæk B&I, im Anschluss kam er über die Vereine Bramsnæs und FC Roskilde zu seinem Profidebüt im Jahr 1987 bei Hvidovre IF in der höchsten dänischen Fußballliga. Seine Mannschaft konnte die Liga nicht halten und stieg in die zweite Spielklasse ab. Daraufhin wechselte er 1988 zum Næstved BK, mit welchem er am Ende der Saison den zweiten Platz und damit die Qualifikation für den UEFA-Pokal 1989/90 erreichte. Strudal hatte mit 14 Ligatoren in 26 Spielen erheblichen Anteil an dieser Saisonplatzierung.
Durch seine guten Leistungen wurden auch andere Vereine auf ihn aufmerksam. So verpflichtete Borussia Dortmund in der Winterpause 1988/89 den dänischen Shootingstar. Jedoch war dort der Konkurrenzkampf sehr groß, da die Borussia schon etablierte Stürmer wie Frank Mill, Michael Rummenigge sowie Norbert Dickel im Kader hatte. Zunächst musste sich Strudal daher mit der Rolle des Einwechselspielers zufriedengeben. Er debütierte am 18. Februar 1989 beim 3:1-Auswärtssieg der Borussen beim VfB Stuttgart, als er in den letzten zwölf Minuten für Günter Breitzke ins Spiel kam. Am 20. Mai gelang ihm sein erstes Pflichtspieltor für Dortmund, als er beim 4:2-Heimsieg über Bayer Uerdingen den zwischenzeitlichen 2:0-Führungstreffer erzielte. Doch mit seinem Sturmkonkurrenten Norbert Dickel, der möglicherweise seinen Stammplatz durch den jungen Dänen in Gefahr sah, kam es gerade im Training zu einer Dauerfehde und zu immer wiederkehrenden Sticheleien untereinander. Zum Höhepunkt kam es vor dem DFB-Pokalfinale 1989, wo Dickel trotz einer Knieverletzung spielte und Strudal damit seinen Platz im Kader nahm. Aufgrund seiner Personalpolitik überwarf er sich im Nachgang des gewonnenen Pokalfinales auch mit Trainer Horst Köppel und kehrte Borussia Dortmund im Sommer 1989 den Rücken.
Zur Saison 1989/90 wechselte Strudal zum damaligen Schweizer Vizemeister und amtierenden Pokalsieger Grasshopper Club Zürich. Mit den Grasshoppern gewann er zunächst den Schweizer Supercup 1989 gegen den FC Luzern (4:2). Diesem Titel folgte der Schweizer Cup 1989/90, im Finale in Bern schlug man Neuchâtel Xamax mit 2:1. Außerdem gelang in den Jahren 1989/90 sowie 1990/91 der Gewinn der Schweizer Fußballmeisterschaft. Durch die gewonnenen Meisterschaften nahm der Grasshopper Club auch am Europapokal der Landesmeister teil. Jedoch war dort jeweils gegen die Mannschaften FK Roter Stern Belgrad (1990/91) sowie RSC Anderlecht (1991/92) in der ersten Runde Schluss. Nach zwei Jahren in Zürich geriet der Verein jedoch in finanzielle Schwierigkeiten und musste zu einer allgemeinen zwanzigprozentigen Gehaltskürzung greifen, mit welcher Strudal allerdings nicht einverstanden war. Somit war das Kapital Schweiz für ihn nach 21 Treffern in 54 Spielen beendet und er kehrte für über vier Millionen Dänische Kronen in sein Heimatland zum Vejle BK zurück.
Doch seine Rückkehr nach Dänemark erwies sich zu Beginn als sehr schleppend. 1991 kam er in der Liga für Vejle verletzungsbedingt lediglich acht Mal zum Einsatz, dabei gelangen ihm jedoch fünf Tore. Darüber hinaus stieg der Verein aus der höchsten dänischen Spielklasse ab. In den Jahren 1992 und 1993 folgten insgesamt drei Leihgeschäfte, darunter bei seinem alten Klub Næstved BK (15 Spiele/8 Tore) sowie beim FC Kopenhagen (3/0) und beim BK Frem København (9/8). 1993 wechselte Strudal dann zum dänischen Topklub Brøndby IF, wo er als Torjäger seine produktivste Zeit erlebte. In den Spielzeiten 1993/94 und 1994/95 wurde er mit 13 bzw. zwölf Treffern beide Male dritter in der Torschützenliste. Die Meisterschaft konnte er mit Brøndby nicht gewinnen, allerdings holte man 1994 den dänischen Fußballpokal. Nachdem es gegen Strudals ehemaligen Verein Næstved BK nach Ablauf der regulären Spielzeit 0:0 stand, konnte man sich nach einem 3:1 im Elfmeterschießen den Titel sichern.
1995 kehrte er abermals für eine Saison zu Næstved BK zurück, jedoch fiel er aufgrund einer Kniegelenksverletzung für fünf Monate aus. Ein Jahr später wagte Strudal nochmals den Wechsel ins Ausland, bei Skoda Xanthi unterschrieb er einen Vierjahresvertrag. Dieser wurde allerdings kurz nach einer Verletzung in der Saisonvorbereitung wieder annulliert. Im August 1997 gab er für einen Verein in Hagested ein kurzes Comeback im dänischen Amateurbereich, beendete jedoch kurz darauf seine aktive Karriere aufgrund seiner Verletzungshistorie.

### Nationalmannschaft
Strudal spielte in den Jahren 1987 bis 1989 für die U-19- sowie die U-21-Nationalmannschaft Dänemarks. Mit der U-21 nahm er an der Qualifikation für die U-21-Fußball-Europameisterschaft 1990 teil. Im Rahmen der Quali kam Strudal in allen sechs Spielen zum Einsatz, beim 3:0-Sieg über Griechenland gelang ihm sogar ein Treffer. Letztendlich wurde Dänemark nur Gruppendritter hinter Bulgarien und Rumänien und verpasste damit die Qualifikation für die Endrunde.
Sein Debüt für die A-Nationalmannschaft gab er am 18. Mai 1988 in einem Qualifikationsspiel gegen Polen (3:0), wo er in der 57. Spielminute für Bent Egsmark Christensen eingewechselt wurde. Auf seine ersten Länderspieltore musste Strudal fünf Jahre warten, 1993 gelang ihm in den Freundschaftsspielen gegen die USA (2:2) und Lettland (2:0) jeweils ein Treffer. Im Jahr 1995 nahm Dänemark am König-Fahd-Pokal teil, ein Vorgänger des heutigen FIFA-Konföderationen-Pokals. Dieser fand in Saudi-Arabien statt, Strudals Mannschaft konnte sich in der Gruppenphase gegen Mexiko (4:2 n. E.) und gegen die Mannschaft des Gastgebers (2:0) als Gruppenerster durchsetzen. Im Finalspiel schlug man das Team aus Argentinien, um Spieler wie Javier Zanetti und Gabriel Batistuta, mit 2:0. Strudal kam lediglich im Gruppenspiel gegen Saudi-Arabien zum Einsatz, welches auch sein letztes Länderspiel blieb. Von 1988 bis 1995 konnte er neun Länderspieleinsätze und drei Tore aufweisen.

### Trainer
Nach seiner Spielerkarriere begann Mark Strudal im Jahr 2000 als Trainer zu arbeiten, zunächst wurde er Jugendtrainer beim Køge BK. Von 2004 bis 2006 trainierte er den FC Zulu, ehe er für drei Jahre die U-19 des FC Nordsjælland betreute. Ab dem Jahr 2009 gehörte er dem Trainerstab der Profis des FC Nordsjælland an. Im Sommer 2015 wechselte Strudal in den Trainerstab von Brøndby IF, wo er zeitgleich Co-Trainer sowie individueller Trainer der Offensivspieler war. Im Jahr 2017 verließ er Brøndby, 2018 war er für einige Monate Trainer von Lyngby BK.

## Titel und Erfolge
Borussia Dortmund
- DFB-Pokal 1988/89

Grasshopper Club Zürich
- Schweizer Fussball-Supercup: 1989
- Schweizer Cup: 1990
- Schweizer Meister: 1989/90, 1990/91

Brøndby IF
- Dänischer Fußballpokal: 1994

Dänische Fußballnationalmannschaft
- König-Fahd-Pokal 1995